# Terra Cimmeria
La Terra Cimmeria è una struttura geologica della superficie di Marte.